# Boogie Nights
Boogie Nights är en amerikansk film från 1997, regissören Paul Thomas Andersons genombrottsfilm.

## Handling
Eddie (Mark Wahlberg) är en skådespelare som blir upptäckt av porregissören Jack Horner (Burt Reynolds). Eddie dras in i porrindustrin, ändrar sitt namn till Dirk Diggler och blir berömd porrstjärna. Rollfiguren är delvis baserad på den historiska porrstjärnan John Holmes.

## Om filmen
Filmen nominerades för tre Oscar. Den är ovanlig så till vida att rollistan omfattar såväl vanliga skådespelare som riktiga porrfilmsskådespelare som Nina Hartley. Senare skulle även Ninja Thyberg arbeta på samma sätt, i sin Pleasure (2021).

## Rollista, i urval
- Mark Wahlberg - Eddie Adams / Dirk Diggler
- Julianne Moore - Amber Waves
- Heather Graham - Rollergirl
- Burt Reynolds - Jack Horner
- John C. Reilly - Reed Rothchild
- Philip Seymour Hoffman - Scotty J.
- Philip Baker Hall - Floyd Gondolli
- Luis Guzmán - Maurice TT Rodriguez
- William H. Macy - Little Bill
- Don Cheadle - Buck Swope
- Nina Hartley - Little Bills hustru
- Rico Bueno - servitör på Hot Traxx
- Nicole Ari Parker - Becky Barnett
- Brad Braeden - Big Stud
- Joanna Gleason - Dirks mor
- Lawrence Hudd - Dirks far
- Robert Ridgely - The Colonel James
- Ricky Jay - Kurt Longjohn
- Melora Walters - Jessie St. Vincent
- Thomas Jane - Todd Parker
- Jonathan Quint - Johnny Doe
- Alfred Molina - Rahad Jackson
- John Doe - Ambers man